# Mr. Vain
Singles de Culture Beat
No Deeper Meaning
(1991) Got to Get It
(1993)
Mr. Vain est une chanson interprétée par le groupe d'eurodance allemand Culture Beat sortie en single en avril 1993, extraite de l'album Serenity.
Elle connaît un très important succès international, se classant en tête des ventes dans plusieurs pays. Elle est considérée comme un classique de la dance des années 1990,.
Il s'agit du premier single de Culture Beat enregistré avec la chanteuse britannique Tania Evans qui a remplacé Lana Earl. Elle est accompagnée par le rappeur américain Jay Supreme. En novembre 1993, quelques mois après la sortie de Mr. Vain, l'un des fondateurs de Culture Beat, le DJ et producteur Torsten Fenslau, trouve la mort dans un accident de voiture. Son frère Frank Fenslau prend alors les rênes du projet musical,.
Pour célébrer les dix ans de la chanson, Culture Beat enregistre une nouvelle version intitulée Mr. Vain Recall, sortie en single en juin 2003. Tania Evans et Jay Supreme ne font plus partie du groupe, c'est Jacky Sangster, chanteuse de Culture Beat depuis 2001, qui interprète le titre. Cette version parvient dans le Top 10 des classements de ventes de singles en Allemagne et en Autriche.

## Version originale

### Classements hebdomadaires
| Classement (1993-1994)                 | Meilleure position |
| -------------------------------------- | ------------------ |
| Allemagne (GfK Entertainment)          | 1                  |
| Australie (ARIA)                       | 1                  |
| Autriche (Ö3 Austria Top 40)           | 1                  |
| Belgique (Flandre Ultratop 50 Singles) | 1                  |
| Canada (RPM Singles)                   | 40                 |
| Canada (RPM Dance/Urban)               | 1                  |
| États-Unis (Billboard Hot 100)         | 17                 |
| États-Unis (Hot Dance Club Songs)      | 2                  |
| France (SNEP)                          | 3                  |
| Irlande (IRMA)                         | 1                  |
| Italie (FIMI)                          | 1                  |
| Norvège (VG-lista)                     | 1                  |
| Nouvelle-Zélande (RMNZ)                | 10                 |
| Pays-Bas (Nederlandse Top 40)          | 1                  |
| Pays-Bas (Single Top 100)              | 1                  |
| Royaume-Uni (UK Singles Chart)         | 1                  |
| Suède (Sverigetopplistan)              | 2                  |
| Suisse (Schweizer Hitparade)           | 1                  |

Remix
| Classement (1993)            | Meilleure position |
| ---------------------------- | ------------------ |
| Suisse (Schweizer Hitparade) | 10                 |

### Certifications
| Pays              | Certification |
| ----------------- | ------------- |
| Allemagne (BVMI)  | 3 × Or        |
| Australie (ARIA)  | Platine       |
| Autriche (IFPI)   | Or            |
| États-Unis (RIAA) | Or            |
| Norvège (IFPI)    | Platine       |
| Royaume-Uni (BPI) | Or            |
| Suède (GLF)       | Or            |
| Suisse (IFPI)     | Or            |

## Mr. Vain Recall
Classements hebdomadaires
| Classement (2003)                  | Meilleure position |
| ---------------------------------- | ------------------ |
| Allemagne (GfK Entertainment)      | 7                  |
| Autriche (Ö3 Austria Top 40)       | 8                  |
| Danemark (Tracklisten)             | 13                 |
| Finlande (Suomen virallinen lista) | 20                 |
| Pays-Bas (Single Top 100)          | 66                 |
| Royaume-Uni (UK Singles Chart)     | 51                 |
| Suisse (Schweizer Hitparade)       | 46                 |